# Homosassa Springs (Floride)
Homosassa Springs est une census-designated place du comté de Citrus, dans l'État de Floride, aux États-Unis,. En 2020, elle compte une population de 14 283 habitants.